# Moonshot - L'uomo sulla luna
Moonshot - L'uomo sulla luna (Moon Shot) è un film TV del 2009 diretto da Richard Dale, trasmesso in Italia per la prima volta in occasione del 40º anniversario del primo allunaggio ad opera dell'equipaggio dell'Apollo 11.
Il film narra le vicende che hanno portato, dai primi anni sessanta al luglio del 1969, allo sbarco dell'uomo sulla Luna, con particolare riferimento alle storie personali e agli addestramenti di Armstrong, Collins e Aldrin e ad una presunta rivalità tra Armstrong ed Aldrin in merito a chi dovesse essere il primo astronauta umano a porre piede sul suolo lunare.